# Can Morera (Sant Andreu de Llavaneres)
Can Morera, o Can Morera de la Vall, és una masia del municipi de Sant Andreu de Llavaneres (Maresme) inclosa en l'Inventari del Patrimoni Arquitectònic de Catalunya.

## Descripció
Masia de tres cossos, amb el cos central més elevat, de tipus basilical. Consta de planta baixa i pis i al cos central hi ha unes golfes. La teulada d'aquesta part és a dos vessants, les altres a un. A la planta baixa antigament hi havia tres portals rodons, dels quals els dos dels costats avui són finestres. El portal que resta és construït amb pedra granítica, amb 13 dovelles de grans dimensions. Al seu damunt hi ha una finestra de pedra amb llinda recta, i una inscripció de la data de construcció de la casa (1580) amb el nom de Joan Morera gravat, el que va ser el seu propietari. Al cos de la banda de ponent hi ha un habitatge a part que probablement ocupaven els jornalers. A la banda del darrere hi ha una nau nova de dos pisos: la part baixa és el celler i la part alta era la pallissa. Aquest és de construcció posterior, del segle xvii.

## Història
Aquesta masia és del segle xvi, tal com diu la inscripció que hi ha sobre el portal rodó de la façana principal, que simula un escut heràldic amb la data de 1580 i el nom del propietari, Joan Morera. Al cos de darrere hi ha una altra inscripció en una finestra: "Joseph Morera 1676".
El primer de maig de 1543, el rei Carles I va signar el privilegi pel qual les parròquies de Sant Andreu i Sant Vicenç de Llavaneres podien constituir universitat pròpia, és a dir, Ajuntament, i escollir batlle per elles mateixes.
En aquests primers anys d'independència municipal es construí un nou temple parroquial, al voltant del qual es constituí el poble, format per nombroses masies escampades pel sector muntanyós.
Aquesta masia és una d'aquestes cases, tal com queda patent a la inscripció que hi ha sobre el portal rodó de la façana principal.
La propietat adscrita a la casa era una petita porció al davant i tot un vessant de la muntanya de Costa Gallina. Més tard, les terres van passar a ser propietat de Ca n'Amat, l'any 1918, i l'antiga propietat dels Morera va ser comprada per la família Graupera com a dot d'un dels seus fills.